# Corín Tellado
Corín Tellado (Viavélez, Asturies, 25 avril 1927 - Gijón, 11 avril 2009) est une femme auteur espagnol de romans d'amour. Elle a publié environ 4 000 titres et a vendu plus de 400 millions d'exemplaires de ses romans.

## Biographie
Corín Tellado, de son vrai nom Maria del Soccoro Tellado Lopez, est née le 25 avril 1927 à Viavelez, dans les Asturies, au sein d'une fratrie qui comportait, à part elle, 4 garçons,.  Elle était la fille d'un machiniste de la marine marchande et d'une femme au foyer. Elle a vécu une adolescence heureuse jusqu'à ce que la mort de son père en 1945. C'est elle qui a pris ensuite en charge financièrement sa famille. Elle a écrit son premier roman, Atrevida apuesta [Pari audacieux], à 16 ans, mais ne l'a publié qu'après la mort de son père, mis en contact avec son éditeur, Bruguera, par un libraire.
4000 titres environ ont suivi : elle a vendu plus de 400 millions d'exemplaires de ses œuvres,. Elle a transmis le manuscrit de son dernier roman deux jours avant sa mort, en le dictant à sa belle-fille,.  Elle a été l'auteur le plus célèbre de la littérature populaire espagnole et, à sa mort, l'auteur espagnol le plus lu dans le monde, après Miguel de Cervantes, mais avec un positionnement littéraire différent : elle écrivait des histoires d'amour, à l'eau de rose.
Elle savait saisir l'air du temps, étant même censurée dans les dernières années du franquisme en Espagne pour l'indépendance et la liberté de ses héroînes. Pour l'écrivain Mario Vargas Llosa, elle était « un phénomène social et culturel qui permettait de rêver ». Elle n'aimait pas être comparée à la britannique Barbara Cartland, qu'elle trouvait ringuarde par ses idées et sa façon d'être. Outre ses romans d'amour, et quelques romans photos, elle a aussi signé, sous les  pseudo d'Ada Miller (en hommage à Henry Miller) et Ada Miller Leswy, 26 romans érotiques à la fin des années 1970. En principe, elle travailla exclusivement pour les éditions Bruguera. Retrouvant un peu de temps et de liberté d'auteur à la suite de la faillite de cette maison d'édition qui mit fin à son contrat, en 1985, elle écrivit des livres destinés à la jeunesse,. Puis, à partir de 1993, elle publia des romans plus longs et plus ambitieux, sans succès. Elle a été l'un des premiers écrivains espagnols à mettre en place un site web.
Elle a été traduite dans plusieurs langues et figure dans le livre Guinness des records 1994 (édition espagnole) comme l'auteur le plus vendu en langue castillane. Ses œuvres ont eu particulièrement du succès en Amérique latine, où elles ont promu la création des telenovelas ou séries télévisées.

## Œuvre
Sélection parmi les traductions en français
- Amour et préjugés
- Destination inconnue
- Donnant donnant
- Elle l'attendait
- Elle n'est pas folle
- Je dois le mépriser
- Je n'avouerai jamais
- L'autre femme
- L'orgueil du sang
- La mal mariée
- Le choc du passé
- Les quatre vérités
- Ma vie m'appartient
- Mari par ordinateur
- Pour toi ma chanson
- Pourquoi me marier ?
- Rachel
- Tu es sans scrupules
- Un coup monté
- Un homme égoïste
- Un homme trop beau
- Un singulier mariage
- Une vie d'infirmière